# 佐藤勝人
佐藤 勝人（さとう かつひと、1964年12月21日 - ）は、日本の商業経営コンサルタント。株式会社日本販売促進研究所チーフコンサルタントであり代表取締役社長。2013年から作新学院大学の客員教授、宇都宮メディア・アーツ専門学校の特別講師を一時期務める。
家業は、両親が1964年に創業したカメラ店を1988年に継いで業態転換し、2023年9月25日に民事再生法の適用を申請したサトーカメラ株式会社である。社長は兄の千秋が務め、勝人は副社長（当初は専務）に就任した。

## メディア出演
- テレビ・ラジオ
  - テレビ東京 戦士の逸品 2012年1月24日放送 No.122
  - 日本テレビ 心ゆさぶれ!先輩ROCK YOU 2013年3月9日放送
  - とちぎテレビ「SatocameGT」 レギュラー出演 ※放送終了
  - エフエム栃木「Satocame GT」 レギュラー出演 ※放送終了
  - 栃木放送「まるきん勝人塾」 レギュラー出演 ※放送終了
- WEBメディア
  - YouTube配信 商人ねっと「売れるチラシの極意」
  - 仕事を楽しむwebマガジン「繁盛請負人佐藤勝人の時事国々リポート」
  - ニコニコ動画「ニッポン勝人塾」

## 著書
- 日本一のチラシはこうつくれ!―売って儲けるための実践的チラシ活用法 (2002/5)
- 日本一のチラシはこうつくれ!―当たり前のことを書けば年商50億も夢じゃない! (2005/7/31)
- チラシで攻めてチラシで勝つ!―中小店が巨大チェーンに勝つための一点突破差別化戦略 (2005/3)
- 「一点集中」で中小店は必ず勝てる! (2005/12/19)
- 本物商人・佐藤勝人のエキサイティングに売れ! (DO BOOKS) (2007/10)
- 売れない時代は「チラシ」で売れ！ (DO BOOKS) (2011/9/30)
- 日本でいちばん楽しそうな社員たち(2012/5/28)
- たくさん売りたきゃお願いするな! 「この人から買いたい」と思われる27の鉄則(2013/9/20)
- 断トツに勝つ人の地域一番化戦略－新たなマーケットはズバリこうつくれ！－ (2015/6)
- モノが売れない時代の「繁盛」のつくり方 ―新しいマーケットを生み出す「顧客一体化戦略」（2018/03）